# 青森県道132号十腰内陸奥森田停車場線
青森県道132号十腰内陸奥森田停車場線（あおもりけんどう132ごう とこしないむつもりたていしゃじょうせん）は、青森県弘前市からつがる市に至る一般県道である。

## 概要
弘前市十腰内の青森県道31号弘前鯵ケ沢線交点から北へ分岐し、つがる市森田町森田のJR五能線陸奥森田駅に至る。

### 路線データ
- 起点 : 弘前市大字十腰内[1]
- 終点 : 陸奥森田停車場[1]

## 歴史
- 1961年（昭和36年）2月10日 - 県道に認定される[1]。

## 路線状況

### 重複区間
- 青森県道267号山田鰺ケ沢線 : つがる市森田町森田地内

## 地理

### 交差する県道
- 青森県道31号弘前鯵ケ沢線（弘前市大字十腰内、起点）
- 青森県道200号米山菖蒲川線（つがる市森田町山田）
- 青森県道267号山田鰺ケ沢線（つがる市森田町森田）
- 青森県道188号福原陸奥森田停車場線（つがる市森田町床舞、終点）

### 沿線の施設など
- 青森県産業技術センター 畜産研究所
- つがる地球村
- つがる市立森田中学校
- JR五能線 陸奥森田駅